# Hemithraupis
Hemithraupis és un gènere d'ocells de la família dels tràupids (Thraupidae).

## Taxonomia
Segons la Classificació del Congrés Ornitològic Internacional (versió 2.5, 2010) aquest gènere està format per tres espècies:
- Tàngara dorsigroga (Hemithraupis flavicollis Vieillot, 1818)
- Tàngara güirà (Hemithraupis guira Linnaeus, 1766)
- Tàngara cap-roja (Hemithraupis ruficapilla Vieillot, 1818)